# وست‌هیل، آبردین‌شایر
وست‌هیل (به انگلیسی: Westhill) یک شهرک در اسکاتلند است که در آبردین‌شایر واقع شده‌است. وست‌هیل ۱۰٬۳۹۲ نفر جمعیت دارد.